# أشرف نافع
أشرف نافع ويُعرَف أيضًا باسمِ أشرف أزكيهم (? – 23 تموز/يوليو 2024) كان أحد قادة كتائب الشهيد عز الدين القسام في مدينة طولكرم بالضفة الغربية. عُرف أشرف بتصميمه على المقاومة المسلحة رغم صِغر سنّه إلى أن اغتالته إسرائيل في قصفٍ جوي من الطيران المسيّر على مدينة طولكرم في آخر أسبوع من تموز/يوليو 2024.

## النشأة
وُلد أشرف نافع في مدينة طولكرم، ونشأ في بيئة مُحاطة بالصراع والنضال ضد الاحتلال الإسرائيلي. أظهر أشرف بحسبِ مقرّبين منه اهتمامًا كبيرًا بالمقاومة وانخرط في صفوفها مبكرًا، وهو ما مكّنه من الترقي حتى صار قائدًا ميدانيًا في عمرٍ صغيرٍ نسبيًا ما جعله هدفًا دائمًا للقوات الإسرائيليّة.

## المسيرة النضالية

### البداية
بدأ أزكيهم نشاطه المقاوم مع كتيبة طولكرم «جند الله»، وكان من بينِ أصغر المقاومين سنًا فيها إذ ارتقى وهو في عمر 18 عامًا فحسب. برز أشرف أكثر فأكثر معَ كتائب القسام بفضل قدراته التنظيمية وتخطيطه الدقيق للعمليات. تولى مسؤوليات عدة، منها تصنيع وزرع العبوات الناسفة وتجنيد العناصر الجديدة، والتخطيط للعمليات ضد قوات الاحتلال في عددٍ من مدن وبلدات الضفة الغربية.

### البروز والصعود
خاضَ أشرف نافع رفقة مقاومين آخرين عديد الاشتباكات مع جيش الاحتلال خلال اقتحامه بلدات ومخيمات مدن الضفة، كما استهدفَ بالرصاص عددًا من المستوطَنات المحيطة فضلًا عن زرع العبوات الناسفة. فَقَدَ نافع إحدى عينيه خلال اشتباكٍ ضد قوات إسرائيلية عام 2023 ومذ ذاك الحين وهو يرتدي عصابة سوداء على عينه.
في وقتٍ ما من أيلول/سبتمبر 2023 أقدمَ جهاز الأمن الوقائي على اعتقالِ أشرف وقضى نحو شهر في سجن أريحا حيثُ زاملَ في السجن مصعب اشتية ثم أُفرج عنه لاحقًا وفور وصوله إلى المخيم انضمَّ بشكل رسمي هذه المرة إلى كتائب القسام، كما عمّه أشرف نافع الذي كان من أبرز مقاومي المخيم في انتفاضة الأقصى عام 2000، ويحملُ أشرف اسمه.

### القيادية الميدانية
عقبَ المسار البارز في مهام تصنيع وزرع العبوات الناسفة ضد آليات وجنود الجيش الإسرائيلي والمشاركة في عمليات عدّة في منطقة الضفة الغربية، أُوكلت لأشرف باعتباره قائدًا ميدانيًا مهمّة تجنيد عناصر جديدة في صفوف القسّام وكذلك التنسيق والتواصل مع قادة حماس في الخارج.

## الاغتيال
اغالت إسرائيل أشرف نافع إثر قصفٍ جوي لمخيم طولكرم في مدينة طولكرم بواسطة طائرة مسيّرة. نفذ الجيش الإسرائيلي عملية الاغتيال بعد اقتحام المخيم بعشرات الجرافات ومئات الجنود من مختلف الوحدات ولقي مقاومة شديدة من كتائب المقاومة في المدينة. قُتل خلال نفس الغارة مقاومَيْن اثنين آخرين مع أشرف وهما محمد عوض أبو عبدة ومحمد بديع، إضافة إلى ثلاثة نساء فلسطينيات.
أُعلن عن الاغتيال في بيان مشتركٍ للجيش الإسرائيلي وجهاز الأمن العام الشاباك، حيث أُكّد استهداف نافع وقيادات أخرى في كتائب القسام. نعت حركة المقاومة الإسلامية حماس قادتها في مخيّم طولكرم، ونددت بالتنكيل بجثثهم ورفض الجيش الإسرائيلي تسليمها.
عقبَ اغتيال إسماعيل هنية سمحت حماس بنشر معلومات حول قائدها في طولكرم أشرف وكيف أنه كانَ على تواصلٍ دائمٍ مع هنية وأظهرت لقطة شاشة جرى تداولها على موقع التواصل مكالمةً بالفيديو على تطبيق دردشة يُرجّح أنه واتساب بين أشرف وإسماعيل.

## ملاحظة
1. ↑  اكتسبَ أشرف هذا اللقب من عبارته الشهيرة «ازكيهم ونار جهنم فرجيهم» في إشارةٍ إلى مواجهة الاحتلال بالرصاص